# کاسانو اسپینولا
کاسانو اسپینولا (به ایتالیایی: Cassano Spinola) یک کومونه در ایتالیا است که در استان آلساندریا واقع شده‌است.

## خصوصیات
کاسانو اسپینولا ۱۵٫۰ کیلومترمربع مساحت و ۱٬۸۶۳ نفر جمعیت دارد و ۱۹۱ متر بالاتر از سطح دریا واقع شده‌است.